# Communes de la province de Lucques

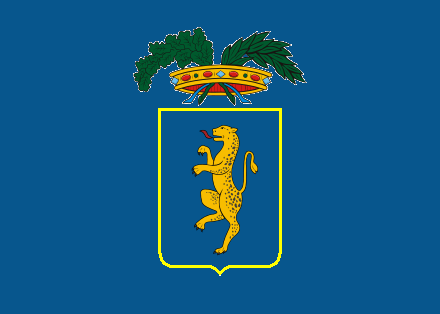
Drapeau de la province de Lucques

- Haut – A
- B
- C
- D
- E
- F
- G
- H
- I
- J
- K
- L
- M
- N
- O
- P
- Q
- R
- S
- T
- U
- V
- W
- X
- Y
- Z

## A
- Altopascio
- Bagni di Lucca

## B
- Barga
- Borgo a Mozzano

## C
- Camaiore
- Camporgiano
- Capannori
- Careggine
- Castelnuovo di Garfagnana
- Castiglione di Garfagnana
- Coreglia Antelminelli

## F
- Fabbriche di Vallico
- Forte dei Marmi
- Fosciandora

## G
- Gallicano
- Giuncugnano

## L
- Lucques

## M
- Massarosa
- Minucciano
- Molazzana
- Montecarlo

## P
- Pescaglia
- Piazza al Serchio
- Pietrasanta
- Pieve Fosciana
- Porcari

## S
- San Romano in Garfagnana
- Seravezza
- Sillano
- Stazzema

## V
- Vagli Sotto
- Vergemoli
- Viareggio
- Villa Basilica
- Villa Collemandina